# Haxtun
Haxtun é uma cidade  localizada no estado americano de Colorado, no Condado de Phillips.

## Demografia
Segundo o censo americano de 2000, a sua população era de 982 habitantes.
Em 2006, foi estimada uma população de 997, um aumento de 15 (1.5%).

## Geografia
De acordo com o United States Census Bureau tem uma área de
1,3 km², dos quais 1,3 km² cobertos por terra e 0,0 km² cobertos por água.

## Localidades na vizinhança
O diagrama seguinte representa as localidades num raio de 40 km ao redor de Haxtun.